# Quartz

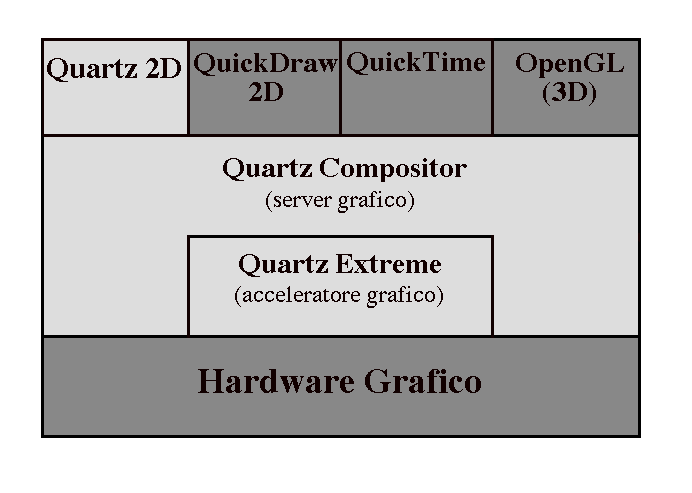
Quartz 架构图

Quartz是位於Mac OS X的Darwin核心之上的繪圖層，有時候也認為是CoreGraphics。Quartz直接地支援Aqua，藉由顯示2D繪圖圖形來建立使用者介面，包含即時繪製（rendering）和次像素（sub-pixel）精準的反鋸齒。
共有兩種元件來組成Quartz：
Quartz Compositor
合成視窗系統，管理和合成幕後視窗影像來建立Mac OS X使用者介面
Quartz 2D
以PDF的規範為基礎的圖形函式庫，用來繪製二維文字和圖形
Quartz可以使用AltiVec來加速，以及透過AGP顯示卡上的GPU支援的硬體繪圖。這項技術在Mac OS X Tiger上被擴充為Core Image和Core Video提供即時的視訊和圖片的操作。

## 外部連結
- 為什麼蘋果不使用 X 當作視窗系統（页面存档备份，存于） (Mike Paquette, slashdot.org)

- 給開發者的蘋果 Quartz 網頁